# Ayaka Yoshimura
Pour les articles homonymes, voir Yoshimura.
Ayaka Yoshimura (吉村綾花, Yoshimura Ayaka, née le 22 septembre 1990 à Osaka, Japon) est une chanteuse japonaise, qui débute à 13 ans en 2003 en tant qu'idole japonaise au sein du groupe de J-pop SweetS. Le groupe se sépare en 2006, et elle commence une carrière en solo en 2010.

## Discographie
Albums
- 03/03/2010 : Blossomy... (mini-album)
- 09/03/2011 : Everlasting (mini-album)